# Agriphila straminella
Agriphila straminella là một loài bướm đêm thuộc họ Crambidae. Loài này có ở châu Âu.
Sải cánh dài 16–20 mm. Con trưởng thành bay từ tháng 6 đến tháng 9 tùy theo địa điểm.
Ấu trùng ăn nhiều loại cỏ, such as Sheep's Fescue (Festuca ovina), smooth meadowgrass (Poa pratensis), và wheat (Triticum aestivum).

## Hình ảnh

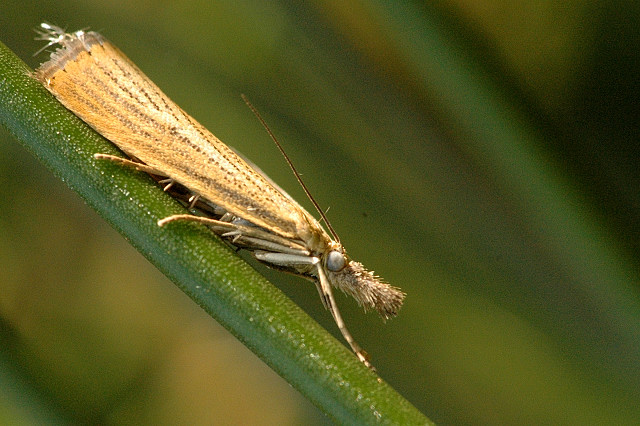
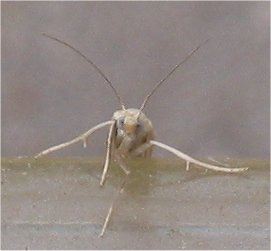
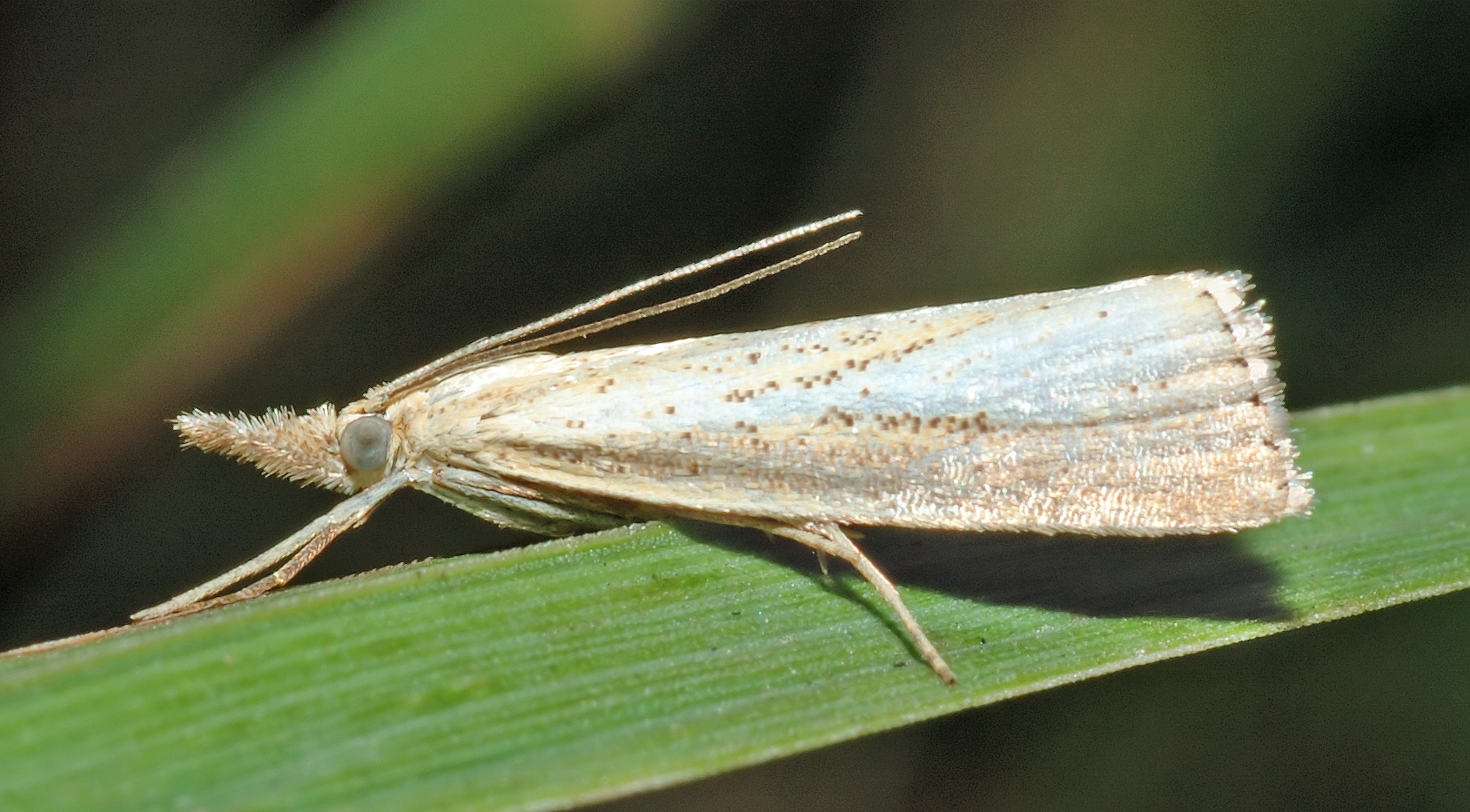